# کالین بیوکانن
کالین بیوکانن (انگلیسی: Colin Buchanan؛ ‏ زادهٔ ۱۹۶۶) بازیگر اهل بریتانیا بود.
از فیلم‌ها یا مجموعه‌های تلویزیونی که وی در آن‌ها نقش داشته‌است، می‌توان به اندکی فراست، دیل و پاسکو، تپش قلب و منحرف‌شده از مسیر اشاره نمود.